# Silene virescens
Silene virescens är en nejlikväxtart som beskrevs av Cosson. Silene virescens ingår i släktet glimmar, och familjen nejlikväxter. Inga underarter finns listade i Catalogue of Life.